# Симоны (Житомирская область)
Симоны́ (укр. Симони) — село в Украине, находится в Емильчинском районе Житомирской области.
Код КОАТУУ — 1821786601. Население по переписи 2001 года составляет 687 человек. Почтовый индекс — 11257. Телефонный код — 4149. Занимает площадь 4,211 км².

## Адрес местного совета
11257, Житомирская область, Емильчинский р-н, с.Симоны